# Remo nos Jogos Pan-Americanos de 2019 - Skiff duplo peso leve feminino
A competição do skiff duplo peso leve feminino foi um dos eventos do remo nos Jogos Pan-Americanos de 2019. Foi disputada no Albufera Medio Mundo, em Huacho, nos dias 6 e 9 de agosto.

## Calendário
Horário local (UTC-5).
| Data        | Horário | Fase          |
| ----------- | ------- | ------------- |
| 6 de agosto | 10:10   | Eliminatórias |
| 6 de agosto | 16:30   | Repescagem    |
| 9 de agosto | 9:10    | Final A       |

## Medalhistas
| Ouro   | CAN Katherine Haber e Jaclyn Stelmasyk |
| Prata  | CHI Yoselyn Cárcamo e Isidora Niemeyer |
| Bronze | CUB Rosana Serrano e Milena Venega     |

## Resultados

### Eliminatórias
Bateria 1
| Pos. | Remador                          | Nacionalidade | Tempo   | Notas |
| ---- | -------------------------------- | ------------- | ------- | ----- |
| 1    | Katherine Haber Jaclyn Stelmasyk | CAN Canadá    | 7:11.13 | FA    |
| 2    | Rosana Serrano Milena Venega     | CUB Cuba      | 7:22.60 | R     |
| 3    | Camila Valle Pamela Noya         | PER Peru      | 7:30.49 | R     |
| 4    | Jennieffer Zuñiga Yulisa López   | GUA Guatemala | 7:41.11 | R     |

Bateria 2
| Pos. | Remador                          | Nacionalidade      | Tempo   | Notas |
| ---- | -------------------------------- | ------------------ | ------- | ----- |
| 1    | Yoselyn Cárcamo Isidora Niemeyer | CHI Chile          | 7:16.61 | FA    |
| 2    | Sonia Baluzzo Evelyn Silvestro   | ARG Argentina      | 7:23.46 | R     |
| 3    | Fabíola Nuñez Naiara Arrillaga   | MEX México         | 7:48.28 | R     |
| 4    | Keara Twist Sydney Taylor        | USA Estados Unidos | 7:59.64 | R     |

### Repescagem
Repescagem 1
| Pos. | Remador                        | Nacionalidade      | Tempo   | Notas |
| ---- | ------------------------------ | ------------------ | ------- | ----- |
| 1    | Sonia Baluzzo Evelyn Silvestro | ARG Argentina      | 7:16.78 | FA    |
| 2    | Rosana Serrano Milena Venega   | CUB Cuba           | 7:16.82 | FA    |
| 3    | Camila Valle Pamela Noya       | PER Peru           | 7:17.77 | FA    |
| 4    | Fabíola Nuñez Naiara Arrillaga | MEX México         | 7:20.52 | FA    |
| 5    | Keara Twist Sydney Taylor      | USA Estados Unidos | 7:24.25 | FB    |
| 6    | Jennieffer Zuñiga Yulisa López | GUA Guatemala      | 7:25.24 | FB    |

### Final
Final A
| Pos.              | Remador                          | Nacionalidade | Tempo   | Notas |
| ----------------- | -------------------------------- | ------------- | ------- | ----- |
| Medalha de ouro   | Katherine Haber Jaclyn Stelmasyk | CAN Canadá    | 7:10.35 |       |
| Medalha de prata  | Yoselyn Cárcamo Isidora Niemeyer | CHI Chile     | 7:14.68 |       |
| Medalha de bronze | Rosana Serrano Milena Venega     | CUB Cuba      | 7:16.59 |       |
| 4                 | Sonia Baluzzo Evelyn Silvestro   | ARG Argentina | 7:20.41 |       |
| 5                 | Camila Valle Pamela Noya         | PER Peru      | 7:27.67 |       |
| 6                 | Fabíola Nuñez Nayara Arrillaga   | MEX México    | 7:37.62 |       |